# Országos Színháztörténeti Múzeum és Intézet
Az Országos Színháztörténeti Múzeum és Intézet (OSZMI) állami alapítású kulturális intézmény, jelenlegi fenntartója a Színház- és Filmművészetért Alapítvány. Épülete Budapest I. kerületében, a Krisztina körút 57. szám alatt található. Mint múzeum közgyűjteményi feladatokat lát el, emellett tudományos intézetként fontos feladatai közé tartozik a színházi szakma és a hazai színháztörténettel foglalkozó kutatók támogatása.
A központi épületen kívül az intézményhez tartozik a Bajor Gizi Színészmúzeum is (XII. kerület, Stromfeld Aurél út 16.), mely az OSZMI kiállítóhelye.

## Épülete
Az intézménynek helyet adó klasszicista jellegű épület, a volt Áldásy-ház főhomlokzata a Krisztina körútra néz, épületszárnyai kisebb belső kertet zárnak közre. A kezdetben földszintes épületet az 1840-es években Áldásy Antal budai kapitány építtette az akkor még külvárosnak számító, falusias jellegű területen. 1855-től élete végéig, 1866-ig itt lakott Clark Ádám is, aki a kapitány lányát, Áldásy Máriát vette feleségül.
Később a házat teljesen átépítették, emeletet húztak rá, homlokzatát klasszicista jellegűvé alakították. Az udvar felől eredetileg falusias, árkádos épületszárnyakat az 1931. évi épületbővítés során ablaküvegekkel zárták le. Az egyik szárny végén az emeleten télikert készült, itt rendezik napjainkban a múzeum időszaki kiállításait.
A régi földszintes épületből ma jobbára csak a boltíves kapualj és a boltíves pince, valamint az udvaron lévő egykori falikút látható.

## Az intézmény
Az intézmény Országos Színháztörténeti Múzeum néven 1952 novemberében alakult. 1954 augusztusában költözött jelenlegi épületébe és abban az évben nyitotta meg állandó kiállítását, amely nyolc éven át volt látható.
1957 elején Hont Ferenc, a múzeum igazgatója Színház- és Filmtudományi Intézetté alakította át, egyesítve a múzeummal az Állami Filmarchívumot és a Színház- és Filmművészeti Szövetség Tudományos Osztályát, de ebből a filmtudományi részleg 1959-ben elköltözött és Magyar Filmtudományi Intézet és Filmarchívum néven önállóan működött tovább. Az intézmény neve ekkor Színháztudományi Intézet, majd 1969-től Magyar Színházi Intézet lett, benne külön részlegként a színháztörténeti múzeummal. Jelenlegi nevét (Országos Színháztörténeti Múzeum és Intézet) 1991 óta viseli.
2017–2021 között szervezetileg a Petőfi Irodalmi Múzeumhoz tartozott. 2019-ben a kormány vidékre akarta költöztetni, de végül Budapesten maradhatott. A Színház- és Filmművészeti Egyetem (SZFE) alapítványi átalakítása után, a kormány 2021 őszén az intézetet is az alapítványnak (Színház- és Filmművészetért Alapítvány, SZFA) ajándékozta.

### Tevékenységi köre

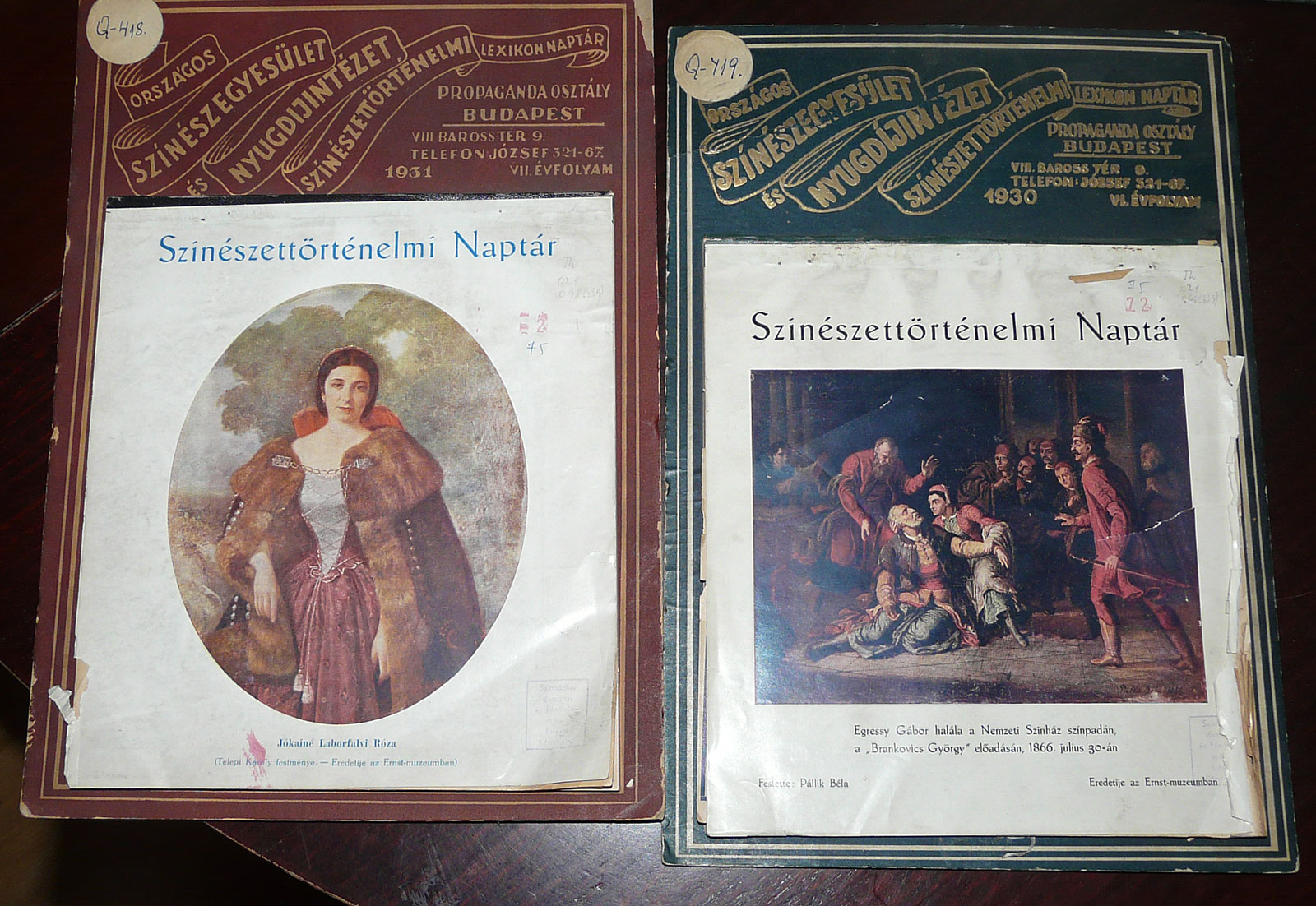
OSZMI: Színészettörténelmi Naptárak, 1930/31.

Országos gyűjtőkörű múzeumként elsősorban a magyar színházművészet, színházi kultúra emlékeit gyűjti, őrzi, teszi hozzáférhetővé a szakma és részben a nagyközönség számára. Figyelemmel kíséri és dokumentálja a jelenkori magyar – hazai és határon túli – színházi élet eseményeit, prózai-, zenés- és táncszínházi előadásait. Korlátozott mértékben más külföldi színházi produkciók dokumentumait, videófelvételeit is őrzi, külföldi adatgyűjtést is végez. Gyűjteményeiben képzőművészeti alkotások, színházi kellékek és makettek, díszlet- és jelmeztervek, kézírásos, nyomtatott, tárgyi és audiovizuális emlékek egyaránt megtalálhatók.
Az intézet tevékenységi körébe tartozó információk jelentős része digitális formában is elérhető.
1953-tól az intézmény kezelésében és szakmai felügyelete alatt áll a Bajor Gizi Színészmúzeum, ahol állandó és időszaki kiállítások is láthatók. A főépületben csak időszaki kiállításokat rendeznek.
Múzeumpedagógiai tevékenységének keretében az OSZMI rendszeresen programokat szervez a különböző fiatal korosztályok számára.

### Részlegei, gyűjteményei

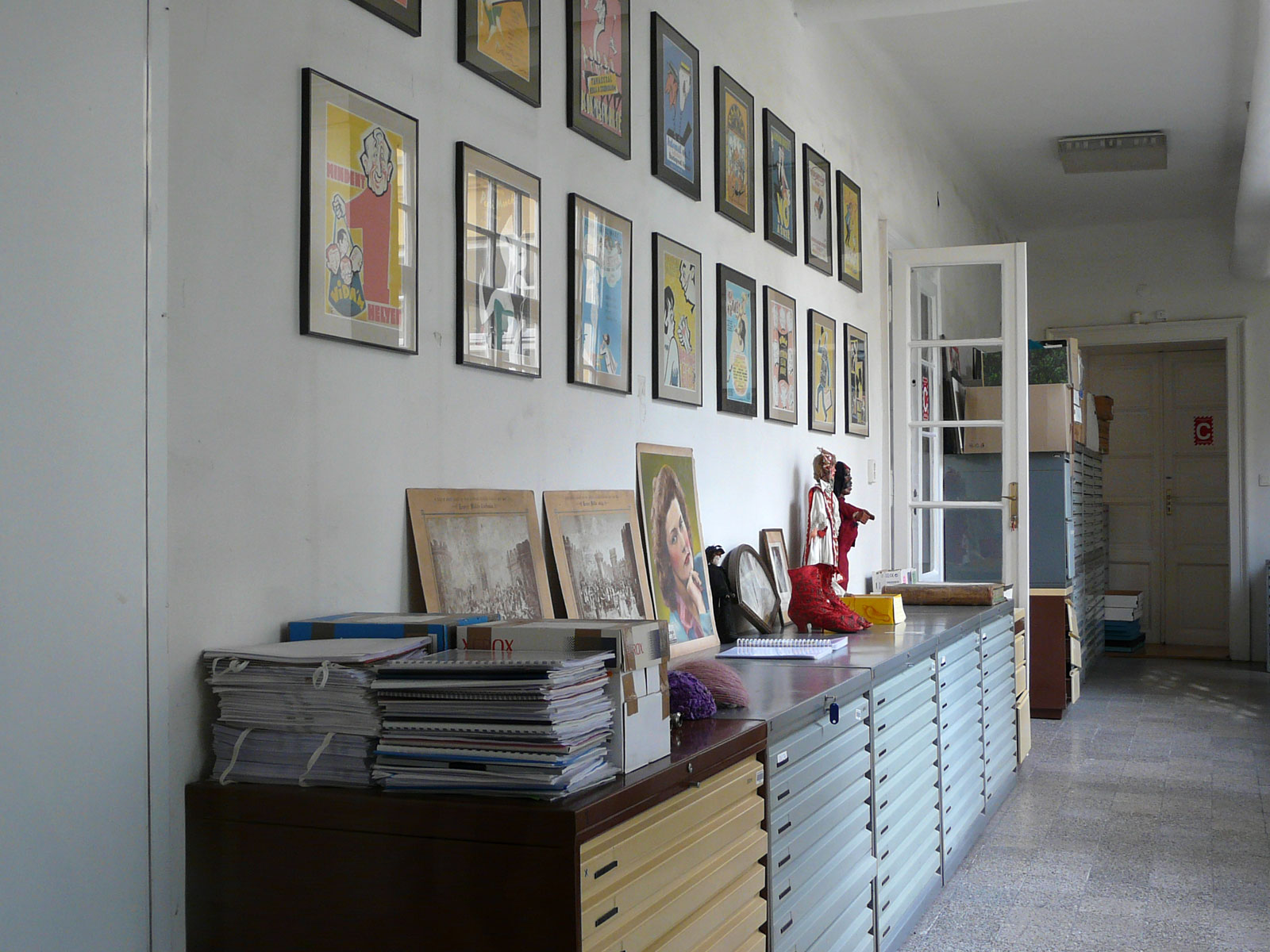
Az OSZMI Történeti Osztályának folyosója

Az intézménynek – sokoldalú tevékenységének megfelelően – külön Történeti Osztálya és külön Múzeumi Osztálya van. Gyűjteményei:
- Aprónyomtatvány- és színlaptár
- Bábgyűjtemény
- Emléktár
- Fotótár
- Hangtár
- Képzőművészeti és topográfiai gyűjtemény
- Kézirattár
- Szcenikai- és makett gyűjtemény
- Táncarchívum
- Videotár

Cikkarchívuma 1952-től a sajtóban megjelent színházi témájú, főként magyar vonatkozású anyagokat gyűjti. A régi újságcikkek digitalizálása folyamatban van. 2003 óta az intézmény digitális archívummal is rendelkezik, mely gyűjti, digitalizálja és archiválja a magyar színházi előadások felvételeit.
Az OSZMI színháztudományi szakkönyvtára mintegy 65 000 tételből áll. Olvasóterme nyilvános, szabadpolcain közel 1200 kötet, lexikon, kézikönyv található.

### Bajor Gizi Színészmúzeum
Bajor Gizi egykori házában, ahol a színésznő 1933-tól lakott, 1952 elején nyílt először emlékkiállítás. Létrejötte Gobbi Hilda érdeme, és az ő kitartó erőfeszítéseinek köszönhetően jött létre az épületben a színészmúzeum, amely 1953 óta tartozik az intézethez.

## Az intézmény vezetői
A különböző időszakokban az intézmény vezetői voltak többek között:
- Hont Ferenc (1953–1969, igazgató)[5]
- Székely György (1960–1980, igazgatóhelyettes)[6]
- Almási Miklós (1976–1978, igazgató, előtte 1962–1976 között csoportvezető)[7]
- Kerényi Ferenc (1983–1992, igazgató)[8]
- Király Nina (1993–1999), igazgató
- P. Müller Péter (1999–2004, igazgató)[9]
- Nagy András (2004-től igazgató)[10]
- dr. Ács Piroska művészettörténész (2010. március 1-jétől igazgató)[11]
- dr. Bodolay Géza (2019. május 1-jétől igazgató)[12]